# Anodorhynchus leari

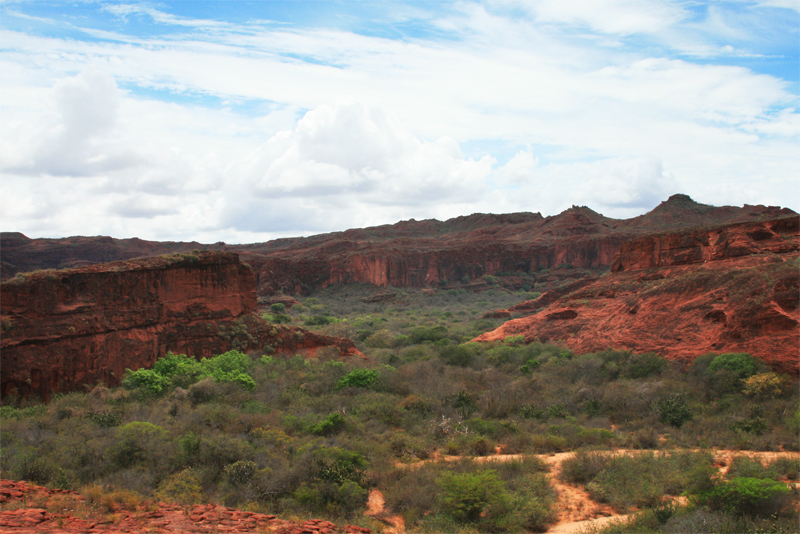
Scogliere di arenaria nello Stato di Bahia (Brasile).

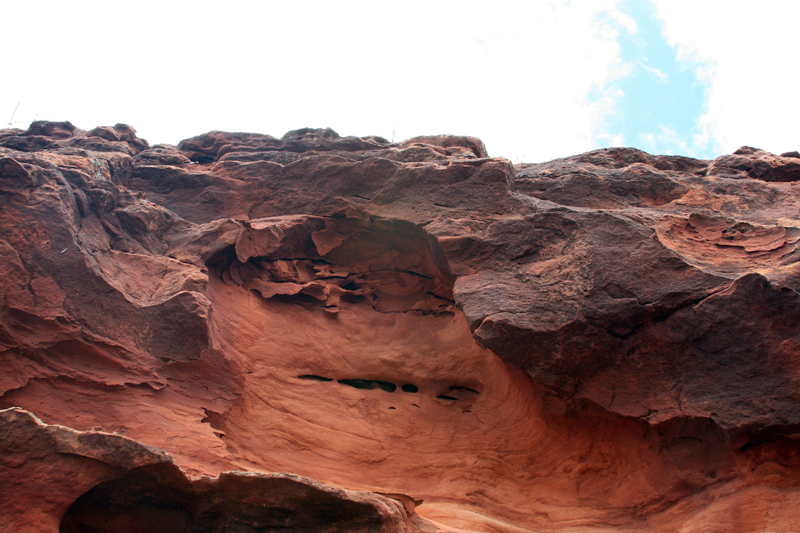
Nidi nelle scogliere di arenaria nello Stato di Bahia (Brasile).

L'ara indaco (Anodorhynchus leari Bonaparte, 1856) è un raro pappagallo brasiliano che occupa un areale molto ristretto.
È interamente di colore azzurro metallico, ma presenta una sfumatura verde nel piumaggio, spesso poco evidente, e una macchia di pelle gialla alla base del becco, grosso e di colore nero. Pesa circa 950 g ed è lunga 75 cm. Deve il nome alternativo di ara di Lear ad Edward Lear, il poeta, autore e artista che pubblicò molti disegni e illustrazioni di pappagalli ritratti dal vivo in zoo e collezioni private. Uno dei disegni del suo libro Illustrations of the Family of the Psittacidae, or Parrots ricorda moltissimo un membro di questa specie, sebbene a quei tempi si ritenesse rappresentasse un'ara giacinto — una specie più grande e più scura e con una macchia di pelle gialla adiacente alla base del becco di forma differente.

## Descrizione
L'ara indaco è lunga 70–75 cm. Il corpo, la coda e le ali sono di colore azzurro scuro, ma la testa è leggermente più chiara. Presenta un'area di pelle nuda color giallo chiaro alla base del becco e anelli perioculari giallo-arancio. Ha un grosso becco nerastro e piedi grigio scuro. Nell'aspetto generale ricorda moltissimo sia la più grande ara giacinto che la più piccola ara glauca.

## Habitat
L'ara indaco vive nei boschetti di palme licuri, le cui noci costituiscono una parte importante della sua dieta. Questo habitat, nonostante non abbia mai ricoperto vaste estensioni di territorio, si è attualmente ridotto all'1,6% della sua estensione originaria. L'ara indaco necessita anche di scarpate di arenaria in cui nidificare. Per costruire il nido bagna l'arenaria con la saliva per ammorbidirla e in seguito scava una piccola cavità col becco, gettando fuori la polvere con i piedi.

## Biologia
L'ara indaco ha sviluppato adattamenti particolari per vivere nel proprio habitat. Ad esempio, quando un gruppo di are va alla ricerca di cibo o di un'area per nidificare, una piccola pattuglia di maschi si allontana per «perlustrare» la nuova zona e controllare che non vi sia alcun pericolo per il resto del gruppo. Inoltre, se nel nuovo territorio viene riscontrata una fonte di minaccia, la pattuglia di are emette forti richiami udibili anche da vari chilometri. In volo questa ara può raggiungere una velocità di 56 chilometri orari per fuggire dai predatori o dai bracconieri.

### Riproduzione
La stagione riproduttiva dell'ara indaco va da dicembre a maggio ed ogni coppia depone 1-2 uova. Tuttavia, non tutte le coppie si riproducono ogni anno. L'ara indaco raggiunge la maturità sessuale a circa 2-4 anni di età, ma può vivere fino a 30-50 anni o più.

## Conservazione
Nel 1994 la popolazione delle are indaco era di 140 esemplari. Secondo i dati della American Bird Conservancy e della  Fundação Biodiversitas, nel luglio 2007 il numero di esemplari era salito a 751. Attualmente è classificata tra le specie in pericolo (Appendice I della CITES). Oltre che per la deforestazione, in passato l'ara indaco ha sofferto molto per la caccia e, più di recente, per le catture di esemplari da voliera. Inoltre, i bovini domestici che vivono nei pressi dei terreni di nidificazione spesso calpestano le giovani piantine di palme licuri, provocando una gran perdita di cibo per questo uccello. Infatti, sebbene la durata di vita di queste palme possa essere di 30-50 anni, la maggior parte degli alberi non supera gli 8-10 anni di vita e così il principale alimento delle are si fa molto più scarso. Varie organizzazioni conservative, come Fundação Biodiversitas, SAVE Brasil, Loro Parque Fundación, Parrots International e Lymington Foundation, insieme agli allevatori locali e ad altre organizzazioni indipendenti sono tuttora al lavoro per garantire un futuro alla specie. Allo scopo, nel 1993 la Fundação Biodiversitas istituì la Stazione Biologica di Canudos per proteggere le pareti di arenaria dove le are fanno il nido.
Tutti i progetti di conservazione riguardanti l'ara indaco sono posti sotto l'autorità dell'Istituto brasiliano dell'ambiente e delle risorse naturali rinnovabili (IBAMA). La Commissione per la Conservazione e la Gestione dell'Ara Indaco consiglia l'IBAMA sulle misure da prendere. I membri facenti parte della Commissione vengono scelti direttamente dall'IBAMA e vi fanno parte sia organizzazioni brasiliane e internazionali che singoli partecipanti.
Riportiamo di seguito una notizia tratta dall'Ufficio Stampa della American Bird Conservancy del 18 luglio 2007:
Il censimento della popolazione di are indaco è stato effettuato dallo staff della Fundação Biodiversitas nel giugno 2007 presso la Stazione Biologica di Canudos, in Brasile, una riserva supportata dalla ABC. 751 esemplari in tutto sono stati visti volare fuori dai canyon dove risiedono e nidificano per raggiungere i boschetti di palma licuri dove si alimentano. Nel 1987 la popolazione totale era di soli 70 esemplari, ma già nel 2003 la popolazione era salita a 455 e, fino al conteggio effettuato nel mese scorso, si stimava vi fossero 600 uccelli.
Nel 2009 l'Unione Internazionale per la Conservazione della Natura (IUCN) ha cambiato lo status di conservazione della specie da specie in pericolo critico a specie in pericolo. Il motivo di questa scelta è stato giustificato dall'aumento della popolazione che, secondo il conteggio annuale del 2009 effettuato nei siti di nidificazione di Toca Velha e Serra Branca, ha ormai raggiunto i 1000 esemplari.

## Storia

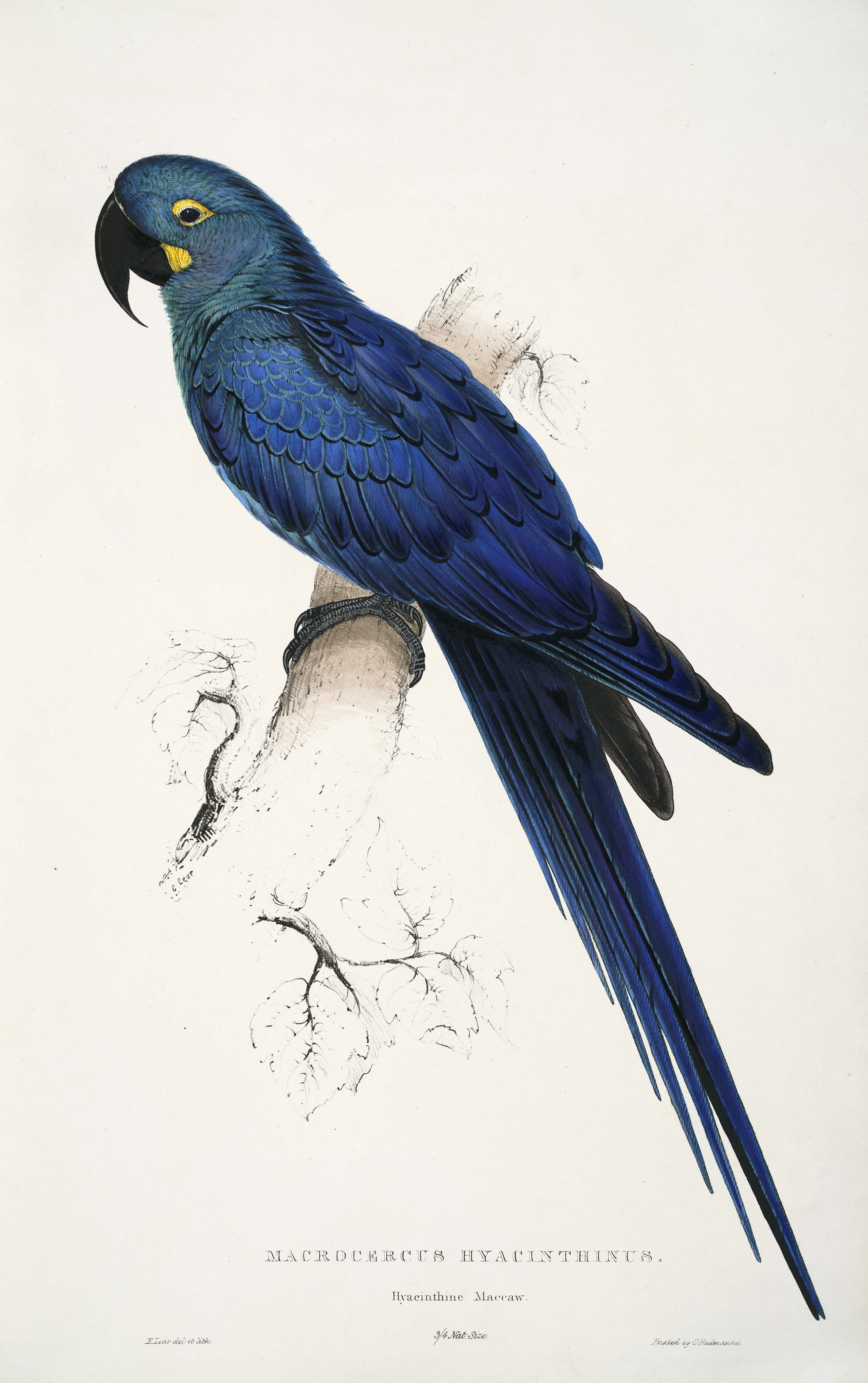
Illustrazione di Edward Lear (1812–88) pubblicata per la prima volta nel suo libro Illustrations of the Family of the Psittacidae, or Parrots del 1832.

Per oltre un secolo dalla sua prima descrizione gli studiosi non erano mai riusciti a localizzare l'areale dell'ara indaco. Alla fine la specie venne nuovamente riscoperta nel 1978 dall'ornitologo Helmut Sick nello Stato di Bahia, nell'entroterra nord-orientale del Brasile. In passato vari studiosi ritenevano che l'ara indaco fosse un ibrido o una semplice variante dell'ara giacinto. Tuttavia, quest'idea venne presto abbandonata, dato che sia il piumaggio che le dimensioni e le proporzioni dell'ara indaco differiscono da quelle dei suoi stretti parenti. L'ara indaco venne mostrata per la prima volta al pubblico nel 1950 in uno zoo brasiliano.